# Базилика Святого Георгия
Базилика святого Георгия (чеш. Bazilika svatého Jiří) — старейшая сохранившаяся церковь в Пражском Граде, заложенная Вратиславом I в 920 году в честь святого Георгия. В 973 году церковь была существенно расширена за счёт пристройки аббатства бенедиктинцев, посвящённого тому же святому. В 1142 году базилика существенно пострадала во время крупного пожара, но за короткие сроки была восстановлена почти в первозданном виде, за исключением фасада и некоторых художественных деталей внутреннего убранства. Были достроены две опоковые романские башни со строенными окнами. Более узкую северную башню назвали Евой, более широкую — Адамом.
Фасад здания, выполненный в стиле барокко, датируется концом XVII века, был создан, предположительно, архитектором Франческо Каратти. Скульптуры на фасаде изготовил Ян Бендл. В 1718—1722 годах чешским архитектором Франтишком Максимиллианом Канькой была достроена капелла святого Яна Непомуцкого. Скульптуру святого и ангелов изготовил Фердинанд Максимилиан Брокоф. В базилике находятся могилы её основателя Вратислава I и его внука Болеслава II Благочестивого. Пристроенная к базилике готическая часовня посвящена святой Людмиле Чешской, останки которой хранятся внутри.
Сегодняшний вид, который в значительной мере соответствует базилике XII века, обязан осуществленной в 1887—1908 годах реконструкции в духе пуризма по проекту архитектора Франтишка Маха.